# A Genealogia da Moral
Genealogia da Moral, uma Polêmica (no original em alemão: Zur Genealogie der Moral: Eine Streitschrift) é uma obra do filósofo alemão Friedrich Nietzsche, publicada em 1887, que complementa e clarifica uma obra anterior, Para Além do Bem e do Mal (1886).

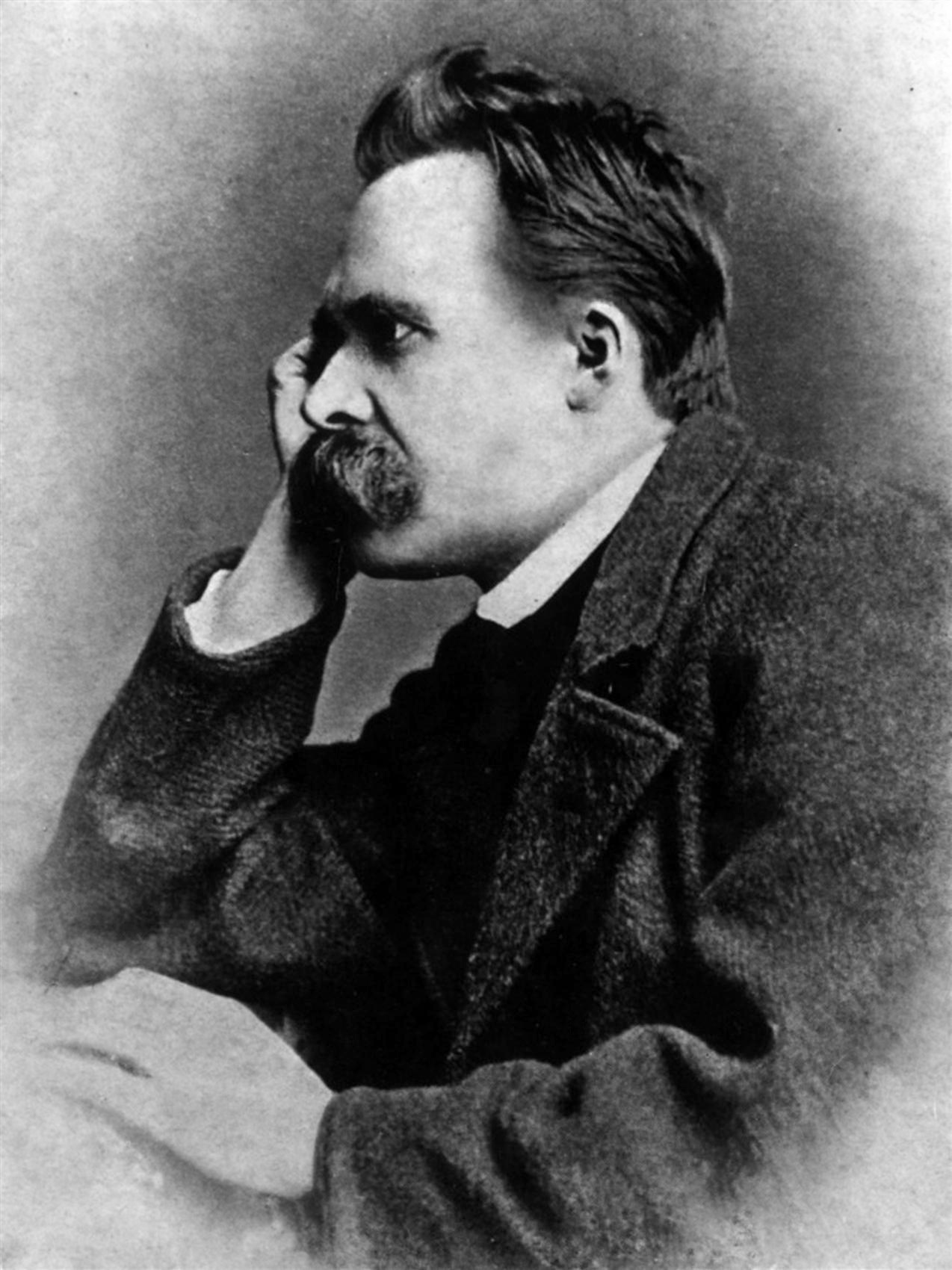
Friedrich Wilhelm Nietzsche

## Visão geral
A Genealogia da Moral tece uma crítica à moral vigente a partir do estudo da origem dos princípios morais que regem o Ocidente desde Sócrates.
Nietzsche é contra todo o tipo de razão lógica e científica aplicada sobre a moral, e por isso leva a cabo uma crítica feroz à razão especulativa e a toda a cultura ocidental em todas as suas manifestações: religião, moral, filosofia, ciência e arte, por exemplo.
A obra pretende responder às perguntas que o próprio autor coloca no prólogo: Em quais condições o homem inventou os juízos de valor expressos nas palavras “bem” e “mal” e que valor possuem tais juízos? Estimularam ou barraram o desenvolvimento até hoje? São signos de indigência, de empobrecimento, de degeneração da vida?

## Tratados
É digno de nota o caráter sistemático desta obra, já que Nietzsche costuma escrever em forma de aforismos breves, poéticos, metafóricos e pouco organizados, dado o seu antagonismo ao pensamento conceitual, que é incapaz de captar a realidade em incessante devir.
O homem deve seguir os seus instintos e abandonar um pouco a razão, se não fizermos isso nos tornamos covardes perante a vida.
O autor distingue duas classes: a dos senhores e a dos escravos. A classe senhorial divide-se em guerreira e sacerdotal, que são, respectivamente, aristocrática e sacerdotalmente. A classe sacerdotal deriva da primeira, e define-se pela impotência, inventando assim o espírito, enquanto que a classe guerreira pratica as virtudes do corpo.
As duas classes são rivais. Desta rivalidade surgem duas morais: a dos senhores e a dos escravos, já que a casta sacerdotal mobiliza os escravos (os débeis e enfermos) contra os guerreiros, que são a classe dominante. Esta mobilização é possível pela inversão dos valores aristocráticos, criando uma moral escrava, que tem início com o povo judeu, e é herdada e assumida pelo cristianismo. Somente desta maneira o sacerdote consegue triunfar sobre o guerreiro.
A Genealogia… constitui-se de três tratados:
- Bom e mau: expõe uma psicologia do cristianismo, onde é realizada uma análise do surgimento do espírito de ressentimento contra os valores naturais e nobres. Tal análise é um primeiro passo para a transvaloração de todos os valores;
- Culpa, má consciência e afins: nele encontra-se uma psicologia da consciência. O ateísmo consiste em não possuir dívidas com os deuses: uma segunda inocência. A crueldade aparece como um dos mais antigos recursos da cultura;
- O que significa o ascetismo?: o ascetismo é uma crueldade para consigo mesmo e para com os demais. Até hoje não houve sobre a Terra nada mais do que um ideal ascético, mas, agora, há um novo ideal: o super-homem.

Nestes tratados encontramos parte dos pilares recorrentes em toda a filosofia nietzchiana: valoração, crítica e genealogia dos valores. É um mergulho no ser humano como ser histórico. Investiga a evolução dos conceitos morais desmascarando todo o existente, descobrindo que o homem nada mais é do que um ser instintivo, negando assim o significado do transcendente. A essência do método é explicar tudo pelo seu contrário, mostrando assim a sua verdadeira realidade. Nietzsche recorre à genealogia dos conceitos e à etimologia das palavras: saber o significado das palavras e conhecer a história de sua evolução é a única forma de penetrar na fonte de onde brotam a moral e os valores.
Dois conceitos de valoração diferentes: a valoração aristocrática (bom, mal); a valoração sacerdotal promove, a partir de sua impotência e ressentimento, uma transvaloração: converte em bom o que antes era mal e em ruim o que antes era bom.
Vontade e poder não podem separar-se. A vontade de poder é um querer dominar, um querer afirmar-se e superar-se. Força e exteriorização da força são uma e a mesma coisa, mas a moral do ressentimento diz que o forte é livre para exteriorizar sua força ou não: e, quando a exterioriza, é ruim.
Os débeis, segundo o autor, escolheram tal condição: assim ocultam sua impotência com a máscara do mérito. Deste modo, imperam a falsificação, a vingança dos impotentes contra os nobres. Transformam a impotência em bondade, a baixeza em humildade, a covardia em paciência. Dizem que sua miséria é uma prova, uma bem-aventurança, uma eleição. Introduzem a ideia de culpa, mas eles mesmos são inocentes. Sua obra-prima é a ideia de justiça: eles são os justos e odeiam a injustiça. Sua esperança de vingança é a vitória do deus justo sobre os ateus. Esperam uma justiça de outro mundo no juízo final.
Nietzsche critica a moral como uma contra natureza, que é a moral da tradição cristã e socrática; a moral platônico-socrática; a ideia de uma ordem moral do mundo; e que nega a vida, justificando-se em deus.
Tais aspectos da moral são, para o autor, um passo da humanidade para trás.

## Outros livros do mesmo autor
- Assim Falou Zaratustra (1883)
- Crepúsculo dos Ídolos, ou Como Filosofar com o Martelo (1889). Obra onde dilacera as crenças, os ídolos e analisa toda a gênese da culpa no ser humano.
- A Gaia Ciência (1882) (ou A Alegre Sabedoria)
- Para Além do Bem e do Mal (1886) – Prelúdio a uma filosofia do futuro
- O Anticristo (1895) – Uma crítica contra o Cristianismo